# ある生涯
『ある生涯A Life』は、フレデリック・ジェフスキー作曲のピアノソロ作品。

## 概要
1992年8月13日作曲。作曲家本人が、友人からジョン・ケージの死去を電話で知らされた直後にその場で作曲したと述べている。演奏時間は約4分33秒。
3×11×11、363個この八分音符からなる構造をとる。冒頭の80個の低いG音は、ケージが生きた80年を表している。

## 録音
- Rzewski plays Rzewski, Piano Workds, 1975-1999